# Abdelkebir M'Daghri Alaoui
Pour les articles homonymes, voir M'Daghri et Alaoui.
Abdelkbir M'Daghri Alaoui, né en 1942 à Meknès et mort le 19 août 2017 à Rabat, est un avocat, professeur, juriste et homme politique marocain.
Il est ministre des Habous et des Affaires islamiques de 1985 à 2002 dans les gouvernements Lamrani, Filali, et el-Youssoufi.

## Biographie
Après un baccalauréat littéraire de la Quaraouiyine, Abdelkebir M'Daghri Alaoui poursuit ses études de licence à la faculté des lettres et des sciences humaines de l'université Sidi Mohamed Ben Abdellah à Fès, il obtient ensuite une licence en droit à la Faculté des sciences juridiques, économiques et sociales de Rabat, puis un diplôme d'études supérieurs et un doctorat d'État en sciences islamiques de Dar al-Hadîth.
Il travaille ensuite en tant que professeur universitaire à la faculté de la charia de la Quaraouiyine et à la faculté des lettres et des sciences humaines de Fès.
Le 11 avril 1985, il est nommé ministre des Habous et des Affaires islamiques dans le gouvernement Lamrani IV/Laraki. Il est reconduit au même poste dans les gouvernements Lamrani V, Lamrani VI, Filali I, Filali II, Filali III, el-Youssoufi I et el-Youssoufi II. Le 7 novembre 2002, Ahmed Toufiq lui succède au poste dans le gouvernement Jettou I. 
Le 12 avril 2006, Abdelkbir M'Daghri Alaoui est nommé par le roi Mohammed VI, directeur général de l'Agence Bayt Mal Al-Qods.

## Décoration
- Commandeur de l'ordre du Trône (2007)[4].

Le 8 novembre 2012, Abdelkbir M'Daghri Alaoui, directeur de l'Agence Bayt Mal Al-Qods, a été décoré par l'ambassadeur de l'État palestinien au Maroc, en lui décernant le cordon de l'« Étoile d'Al Qods », lors d'une cérémonie organisée au siège de l'ambassade à Rabat.